# Ladder match

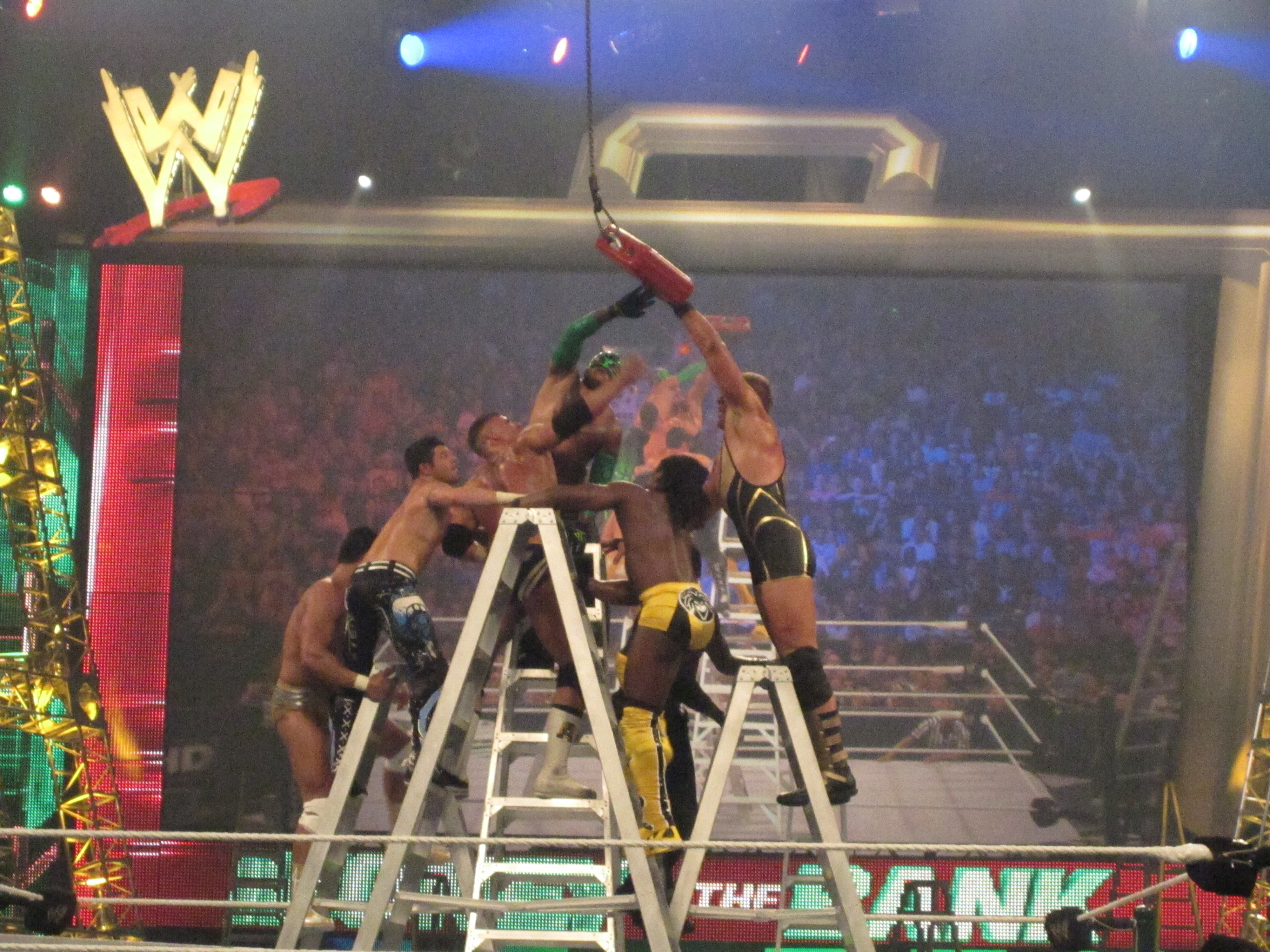
La lucha Raw Money in the Bank en Money in the Bank 2011.

Un ladder match (combate de escaleras, en español) es un combate de lucha libre profesional en donde el objetivo es descolgar un título, maletín, contrato, u otro objeto que se encuentre suspendido en lo alto de la arena de lucha, donde para hacerlo se requiere utilizar una escalera. Una variación es el «TLC Match», abreviación de tables, ladders and chairs que en español significa mesas, sillas y escaleras, objetos que pueden utilizarse durante la realización de un combate con esta estipulación. 

## Ladder match en WWE
Se consideran los ladder match desde el primero en 1992 (cuando la empresa era conocida como World Wrestling Federation) hasta la fecha. 
| N.º | Lucha | Estipulación                                                | Evento                                | Fecha                                                   |
| --- | --- | ----------------------------------------------------------- | ------------------------------------- | ------------------------------------------------------- |
| 1   | Bret Hart derrotó a Shawn Michaels                                                                        | Por el Campeonato Intercontinental                          | House Show                            | 21 de julio de 1992, Filadelfia, Pensilvania            |
| 2   | Razor Ramon derrotó a Shawn Michaels                                                                      | Por el Campeonato Intercontinental                          | WrestleMania X                        | 20 de marzo de 1994, Nueva York, Nueva York             |
| 3   | Shawn Michaels derrotó a Razor Ramon                                                                      | Por el Campeonato Intercontinental                          | SummerSlam                            | 27 de agosto de 1995, Pittsburgh, Pensilvania           |
| 4   | Shawn Michaels derrotó a Goldust                                                                          | Por el Campeonato de la WWE                                 | WWF X-Perience House show             | 24 de agosto de 1996, Toronto, Ontario, Canadá          |
| 5   | Triple H derrotó a The Rock                                                                               | Por el Campeonato Intercontinental                          | SummerSlam                            | 30 de agosto de 1998, Nueva York, Nueva York            |
| 6   | The Big Boss Man derrotó a Mankind                                                                        | Por el Campeonato Hardcore                                  | RAW is WAR                            | 30 de noviembre de 1998, Baltimore, Maryland            |
| 7   | The Rock derrotó a Mankind                                                                                | Por el Campeonato de la WWE                                 | RAW is WAR                            | 15 de febrero de 1999, Birmingham, Alabama              |
| 8   | Vince McMahon y Shane McMahon derrotaron a Stone Cold Steve Austin                                        | Por el 100% del control de la WWF                           | King of the Ring                      | 27 de junio de 1999, Greensboro, Carolina del Norte     |
| 9   | The New Brood derrotaron a Edge & Christian                                                               | Por los servicios de Terri Runnels como mánager y $100,000  | No Mercy                              | 17 de octubre de 1999, Cleveland, Ohio                  |
| 10  | Edge & Christian derrotaron a The Hardy Boyz y a The Dudley Boyz                                          | Por el Campeonato en Pareja de la WWF                       | WrestleMania 2000                     | 2 de abril de 2000, Anaheim, California                 |
| 11  | The Hardy Boyz derrotaron a Edge & Christian                                                              | Por el Campeonato en Pareja de la WWF                       | RAW is WAR                            | 25 de septiembre de 2000, State College, Pensilvania    |
| 12  | Chris Jericho derrotó a Chris Benoit                                                                      | Por el Campeonato Intercontinental                          | Royal Rumble                          | 21 de enero de 2001, Nueva Orleans, Luisiana            |
| 13  | Kurt Angle derrotó a Chris Benoit                                                                         | Por el control sobre su medalla olímpica                    | Judgment Day                          | 20 de mayo de 2001, Sacramento, California              |
| 14  | Rob Van Dam derrotó a Jeff Hardy                                                                          | Por el Campeonato Hardcore                                  | SummerSlam                            | 19 de agosto de 2001, San José, California              |
| 15  | Edge derrotó a Christian                                                                                  | Por el Campeonato Intercontinental                          | No Mercy                              | 21 de octubre de 2001, San Luis, Misuri                 |
| 16  | Rob Van Dam derrotó a Eddie Guerrero                                                                      | Por el Campeonato Intercontinental                          | WWE Raw                               | 27 de mayo de 2002, Edmonton, Alberta                   |
| 17  | The Undertaker derrotó a Jeff Hardy                                                                       | Por el Campeonato Indiscutido                               | WWE Raw                               | 1 de julio de 2002, Mánchester, Nuevo Hampshire         |
| 18  | Rob Van Dam derrotó a Jeff Hardy                                                                          | Por el Campeonato Intercontinental y el Campeonato Europeo  | WWE Raw                               | 22 de julio de 2002, Grand Rapids, Míchigan             |
| 19  | Triple H derrotó a Shawn Michaels                                                                         | Por el Campeonato Mundial Peso Pesado                       | Armageddon                            | 15 de diciembre de 2002, Sunrise, Florida               |
| 20  | Eddie Guerrero & Tajiri derrotaron a Charlie Haas & Shelton Benjamin                                      | Por el Campeonato en Parejas de la WWE                      | Judgment Day                          | 18 de mayo de 2003, Charlotte, Carolina del Norte       |
| 21  | Rob Van Dam derrotó a Christian                                                                           | Por el Campeonato Intercontinental                          | WWE Raw                               | 29 de septiembre de 2003, Chicago, Illinois             |
| 22  | Chris Jericho derrotó a Christian                                                                         | Por el Campeonato Intercontinetal                           | Unforgiven                            | 12 de septiembre de 2004, Portland, Oregón              |
| 23  | Kurt Angle derrotó a Mike Haywood                                                                         | Por la medalla olímpica de Angle                            | SmackDown!                            | 10 de marzo de 2005, Roanoke, Virginia                  |
| 24  | Rey Mysterio derrotó a Eddie Guerrero                                                                     | Por la custodia de Dominick                                 | SummerSlam                            | 2 de agosto de 2005, Washington D. C.                   |
| 25  | Edge (con Lita) derrotó a Matt Hardy                                                                      | Por el maletín del Money in the Bank                        | WWE Homecoming                        | 3 de octubre de 2005, Dallas, Texas                     |
| 26  | Sabu derrotó a Rob Van Dam                                                                                | Por ser el contendiente N.º 1 al Campeonato de la ECW       | ECW on Sci Fi                         | 15 de agosto de 2006, Washington D. C.                  |
| 27  | Rob Van Dam derrotó a The Big Show                                                                        | Por ser el contendiente N.º 1 al Campeonato de la ECW       | ECW on Sci Fi                         | 24 de octubre de 2006, San Luis, Misuri                 |
| 28  | Jeff Hardy derrotó a Johnny Nitro                                                                         | Por el Campeonato Intercontinental                          | WWE Raw                               | 20 de noviembre de 2006, Baltimore, Maryland            |
| 29  | Paul London & Brian Kendrick derrotaron a William Regal & Dave Taylor, MNM y The Hardys                   | Por el Campeonato Mundial en Parejas                        | Armageddon                            | 17 de diciembre de 2006, Richmond, Virginia             |
| 30  | Jeff Hardy derrotó a Johnny Nitro, Shelton Benjamin y Carlito                                             | Por el Campeonato Intercontinental                          | House Show                            | 26 de diciembre de 2006 Albany, Nueva York              |
| 31  | Jeff Hardy derrotó a Johnny Nitro y Carlito                                                               | Por el Campeonato Intercontinental                          | House Show                            | 27 de diciembre de 2006, Rochester, Nueva York          |
| 32  | Jeff Hardy derrotó a Johnny Nitro y Carlito                                                               | Por el Campeonato Intercontinental                          | House Show                            | 30 de diciembre de 2006, Greensboro, Carolina del Norte |
| 33  | The Hardys derrotaron a Charlie Haas & Shelton Benjamin                                                   | Por el Campeonato Mundial en Parejas                        | One Night Stand                       | 3 de junio de 2007, Jacksonville, Florida               |
| 34  | Jeff Hardy derrotó a Carlito                                                                              | Por el Campeonato Intercontinental                          | WWE Raw's 15th Anniversary            | 10 de diciembre de 2007, Bridgeport, Connecticut        |
| 35  | Chris Jericho derrotó a Shawn Michaels                                                                    | Por el Campeonato Mundial Peso Pesado                       | No Mercy 2008                         | 5 de octubre de 2008, Portland, Oregón                  |
| 36  | Jeff Hardy derrotó a Edge                                                                                 | Por el Campeonato Mundial Peso Pesado                       | Extreme Rules                         | 7 de junio de 2009, Nueva Orleans, Luisiana             |
| 37  | Christian derrotó a Shelton Benjamin                                                                      | Por el Campeonato de la ECW                                 | TLC: Tables, Ladders & Chairs         | 13 de diciembre de 2009, San Antonio, Texas             |
| 38  | Dolph Ziggler derrotó a Kofi Kingston y a Jack Swagger                                                    | Por el Campeonato Intercontinental                          | TLC: Tables, Ladders & Chairs         | 19 de diciembre de 2010, Houston, Texas                 |
| 39  | John Morrison derrotó a Sheamus                                                                           | Por una oportunidad por el Campeonato de la WWE             | TLC: Tables, Ladders & Chairs         | 19 de diciembre de 2010, Houston, Texas                 |
| 40  | Christian derrotó a Alberto del Río                                                                       | Por el Campeonato Mundial Peso Pesado                       | Extreme Rules                         | 1 de mayo de 2011, Miami, Florida                       |
| 41  | Triple H derrotó a Kevin Nash                                                                             | "Sledgehammer Ladder Match"                                 | TLC: Tables, Ladders & Chairs         | 18 de diciembre de 2011                                 |
| 42  | Dolph Ziggler derrotó a John Cena                                                                         | Por el WWE World Heavyweight Championship Money in the Bank | TLC: Tables, Ladders & Chairs         | 16 de diciembre de 2012                                 |
| 43  | Adrian Neville derrotó a Bo Dallas                                                                        | Por el Campeonato de NXT                                    | NXT Arrival                           | 27 de febrero de 2014                                   |
| 44  | John Cena derrotó a Alberto Del Rio, Randy Orton, Sheamus, Cesaro, Bray Wyatt, Roman Reigns y Kane        | Por el vacante Campeonato Mundial Peso Pesado de la WWE     | Money in the Bank                     | 29 de junio de 2014                                     |
| 45  | Dolph Ziggler derrotó a Luke Harper                                                                       | Por el Campeonato Intercontinental                          | TLC: Tables, Ladders & Chairs         | 14 de diciembre de 2014                                 |
| 46  | Daniel Bryan derrotó a Bad News Barrett (c), Dolph Ziggler, R-Truth, Dean Ambrose, Luke Harper y Stardust | Por el Campeonato Intercontinental                          | WrestleMania 31                       | 29 de marzo de 2015                                     |
| 47  | Seth Rollins (c) vs. Dean Ambrose                                                                         | Por el Campeonato Mundial Peso Pesado de la WWE             | Money in the Bank                     | 14 de junio de 2015                                     |
| 48  | Finn Bálor derrotó a Kevin Owens                                                                          | Por el Campeonato de NXT                                    | NXT TakeOver: Brooklyn                | 22 de agosto del 2015                                   |
| 49  | The New Day derrotaron a The Usos y Lucha Dragons                                                         | Por el Campeonatos en Parejas de la WWE                     | TLC: Tables, Ladders & Chairs         | 13 de diciembre del 2015                                |
| 50  | Zack Ryder derrotó a Kevin Owens (c), Dolph Ziggler, The Miz, Sami Zayn, Sin Cara y Stardust              | Por el Campeonato Intercontinental                          | WrestleMania 32                       | 3 de abril del 2016                                     |
| 51  | James Ellsworth derrotó a AJ Styles                                                                       | Por un contrato en WWE                                      | SmackDown Live                        | 22 de noviembre de 2016                                 |
| 52  | AOP derrotaron a #DIY                                                                                     | Por el Campeonato en Parejas de NXT                         | NXT TakeOver: Chicago                 | 20 de mayo de 2017                                      |
| 53  | Adam Cole derrotó a EC3, Killian Dain, Ricochet, Lars Sullivan y Velveteen Dream                          | Por el inaugural Campeonato Norteamericano de NXT           | NXT TakeOver: New Orleands            | 7 de abril de 2018                                      |
| 54  | Seth Rollins derrotó a The Miz, Finn Bálor y Samoa Joe                                                    | Por el Campeonato Intercontinental                          | Greatest Royal Rumble                 | 27 de abril de 2018                                     |
| 55  | Elias derrotó a Bobby Lashley                                                                             | Guitar Ladder Match                                         | TLC: Tables, Ladders & Chairs         | 16 de diciembre del 2018                                |
| 56  | The Street Profits derrotaron a The Undisputed Era & Danny Burch y The Forgotten Sons                     | Por el vacante Campeonato en Parejas de NXT                 | NXT TakeOver: XXV                     | 1 de junio de 2019                                      |
| 57  | Kevin Owens derrotó a Shane McMahon                                                                       | "Loser Leaves WWE Match"                                    | SmackDown                             | 4 de octubre de 2019                                    |
| 58  | Io Shirai derrotó a Mia Yim                                                                               | Por un lugar en el "WarGames Match"                         | NXT                                   | 13 de noviembre de 2019                                 |
| 59  | Adam Cole derrotó a Dominik Dijakovic                                                                     | Por un lugar en el "WarGames Match"                         | NXT                                   | 20 de noviembre de 2019                                 |
| 60  | The New Day derrotaron a The Revival                                                                      | Por el Campeonato en Parejas de SmackDown                   | TLC: Tables, Ladders & Chairs         | 15 de diciembre del 2019                                |
| 61  | Andrade derrotó Rey Mysterio                                                                              | Por el Campeonato de los Estados Unidos                     | Raw                                   | 20 de enero del 2020                                    |
| 62  | John Morrison derrotó a Jimmy Uso y Kofi Kingston                                                         | Por el Campeonato en Parejas de SmackDown                   | WrestleMania 36                       | 4 de abril del 2020                                     |
| 63  | Io Shirai derrotó a Chelsea Green, Mia Yim, Tegan Nox, Dakota Kai y Candice LeRae                         | Por una oportunidad por el Campeonato Femenino de NXT       | NXT                                   | 8 de abril del 2020                                     |
| 64  | Damian Priest derrotó a Bronson Reed, Cameron Grimes, Johnny Gargano y Velveteen Dream                    | Por el vacante Campeonato Norteamericano de NXT             | NXT TakeOver: XXX                     | 22 de agosto de 2020                                    |
| 65  | Sami Zayn derrotó a Jeff Hardy (c) y AJ Styles                                                            | Por el Campeonato Intercontinental                          | Clash of Champions                    | 27 de septiembre de 2020                                |
| 66  | Pete Dunne derrotó a Kyle O'Reilly                                                                        | Por un lugar en el "WarGames Match"                         | NXT                                   | 25 de noviembre de 2020                                 |
| 67  | Shotzi Blackheart derrotó a Raquel Gonzalez                                                               | Por un lugar en el "WarGames Match"                         | NXT                                   | 2 de diciembre de 2020                                  |
| 68  | Santos Escobar (c) derrotó a Jordan Devlin (c)                                                            | Por el indiscutible Campeonato Peso Crucero de NXT          | NXT TakeOver: Stand & Deliver noche 2 | 8 de abril de 2021                                      |
| 69  | LA Knight derrotó a Cameron Grimes                                                                        | Por el Campeonato del Millón de Dólares                     | NXT TakeOver: In Your House           | 13 de junio de 2021                                     |
| 70  | Seth Rollins derrotó a Kevin Owens, Rey Mysterio y Finn Bálor                                             | Por una oportunidad por el Campeonato de la WWE             | Raw                                   | 25 de octubre de 2021                                   |
| 71  | Toxic Attraction derrotaron a Io Shirai & Zoey Stark (c) e Indi Hartwell & Persia Pirotta                 | Por el Campeonato Femenino en Parejas de NXT                | Halloween Havoc                       | 26 de octubre de 2021                                   |
| 72  | Cameron Grimes derrotó a Carmelo Hayes (c), Santos Escobar, Solo Sikoa y Grayson Waller                   | Por el Campeonato Norteamericano de NXT                     | NXT: Stand & Deliver                  | 2 de abril de 2022                                      |
| 73  | Bianca Belair derrotó a Bayley                                                                            | Por el Campeonato Femenino de Raw                           | Extreme Rules                         | 8 de octubre de 2022                                    |

- El Ladder Match ha sido usado todos los años desde su debut en la WWE exceptuando 1993, 1997 y 2013.

## Ladder matches en Asistencia Asesoría y Administración/Lucha Libre AAA Worldwide
| N.º | Lucha | Estipulación                                | Evento              | Fecha                  |
| --- | --- | ------------------------------------------- | ------------------- | ---------------------- |
| 1   | El Mesías derrotó a El Zorro | Por el vacante Megacampeonato de AAA        | Guerra de Titanes   | 6 de diciembre de 2008 |
| 2   | Daga derrotó a Juventud Guerrera, Fénix, Jack Evans (c), Joe Líder y Psicosis                                                                                      | Por el Campeonato Peso Crucero de AAA       | Guerra de Titanes   | 2 de diciembre de 2012 |
| 3   | Aero Star & Drago derrotaron a Laredo Kid & Super Fly, La Familia Fronteriza (Damián 666 & Nicho el Millonario) y Los Psycho Circus (Monster Clown & Murder Clown) | Por el Campeonato Mundial en Parejas de AAA | Héroes Inmortales X | 2 de octubre de 2016   |

## Ladder matches en New Japan Pro-Wrestling
| N.º | Lucha                                   | Estipulación                                  | Evento                         | Fecha               |
| --- | --------------------------------------- | --------------------------------------------- | ------------------------------ | ------------------- |
| 1   | Michael Elgin derrotó a Kenny Omega (c) | Por el Campeonato Intercontinental de la IWGP | Dominion 6.19 in Osaka-jo Hall | 19 de junio de 2016 |

## Ladder matches en World Championship Wrestling
| Eddie Guerrero derrotó a Syxx reteniendo el Campeonato de los Estados Unidos | Souled Out 25 de enero de 1997, Cedar Rapids, Iowa                      |
| Bill Goldberg derrotó a Scott Hall | Souled Out 17 de enero de 1999, Charleston, Virginia Occidental         |
| Bam Bam Bigelow y Scott Hall terminaron sin resultado | WCW Monday Nitro 25 de enero de 1999, Dallas, Texas                     |
| Scott Hall derrotó a Bret Hart, Bill Goldberg y Sid Vicious ganando el Campeonato de los Estados Unidos | WCW Monday Nitro 8 de noviembre de 1999, Indianápolis, Indiana          |
| Chris Benoit derrotó a Jeff Jarrett reteniendo el Campeonato de los Estados Unidos | Starrcade 19 de diciembre de 1999, Washington D. C.                     |
| Jeff Jarrett derrotó a Chris Benoit ganando el Campeonato de los Estados Unidos | WCW Monday Nitro 20 de diciembre de 1999, Baltimore, Maryland           |
| The Jung Dragons (Jamie-San, Kaz Hayashi y Yun Yang) derrotaron a 3 Count (Shane Helms, Shannon Moore y Evan Karagias)                                                                                          | WCW Nitro 18 de julio del 2000, Auburn Hills, Míchigan                  |
| 3 Count derrotaron a The Jung Dragons | WCW New Blood Rising 13 de agosto del 2000, Vancouver, British Columbia |
| Konnan y Rey Mysterio derrotaron a The Boogie Knights (Alex Wright y Disco Inferno) | WCW Monday Nitro 2 de octubre del 2000, San Francisco, California       |
| 3 Count (Shane Helms y Shannon Moore) derrotaron a The Jung Dragons (Yun Yang y Kaz Hayashi) (w/Leia Meow) y a Jamie Knoble y Evan Karagias convirtiéndose en los contendientes N.º 1 por el Campeonato Crucero | Starrcade 17 de diciembre del 2000, Washington D. C.                    |

## Ladder matches en Total Nonstop Action Wrestling/Impact Wrestling
| Sabu derrotó a Malice | NWA:TNA Weekly PPV # 5 13 de julio de 2002, Nashville, Tennessee                      |
| Ken Shamrock y Sabu terminaron sin resultado | NWA:TNA Weekly PPV # 6 24 de julio de 2002, Nashville, Tennessee                      |
| Jerry Lynn derrotó a Low Ki y a A.J. Styles ganando el Campeonato de la División X de NWA | NWA:TNA Weekly PPV # 11 28 de agosto de 2002, Nashville, Tennessee                    |
| Jerry Lynn derrotó a A.J. Styles reteniendo el Campeonato de la División X de NWA | NWA:TNA Weekly PPV # 14 2 de octubre de 2002, Nashville, Tennessee                    |
| Syxx-Pac derrotó a Tony Mamaluke, José Máximo, Joel Máximo, Kid Kash, A.J. Styles, Ace Steel, Rick Michaels & Chris Michaels ganando el Campeonato de la División X de NWA                          | NWA:TNA Weekly PPV # 15 9 de octubre de 2002, Nashville, Tennessee                    |
| Raven derrotó a A.J. Styles convirtiéndose en el contendiente N.º 1 al Campeonato Mundial Peso Pesado de la NWA.                                                                                    | NWA:TNA Weekly PPV # 36 19 de marzo de 2003, Nashville, Tennessee                     |
| Dusty Rhodes derrotó a Brian Lawler | NWA:TNA Weekly PPV # 39 9 de abril de 2003, Nashville, Tennessee                      |
| Abyss derrotó a A.J. Styles convirtiéndose en el contendiente N.º 1 al Campeonato Mundial Peso Pesado de la NWA.                                                                                    | NWA:TNA Weekly PPV # 85 19 de marzo de 2004, Nashville, Tennessee                     |
| Eric Young derrotó a Mr. Águila, Jerry Lynn y Taichi Ishikari avanzando en la TNA World X Cup. | NWA:TNA Weekly PPV # 95 24 de mayo de 2004, Nashville, Tennessee                      |
| Jeff Jarrett derrotó a Ron Killings (c), A.J. Styles, Raven y Chris Harris ganando el Campeonato Mundial Peso Pesado de la NWA                                                                      | King of the Mountain NWA:TNA Weekly PPV # 96 2 de junio de 2004, Nashville, Tennessee |
| The Naturals (Chase Stevens & Andy Douglas) derrotaron a America's Most Wanted (Chris Harris & James Storm) ganando el Campeonato Mundial en Parejas de la NWA                                      | NWA:TNA Weekly PPV # 102 14 de julio de 2004, Nashville, Tennessee                    |
| Jeff Jarrett derrotó a Jeff Hardy reteniendo el Campeonato Mundial Peso Pesado de la NWA | TNA Victory Road 5 de noviembre de 2004, Orlando, Florida.                            |
| Abyss derrotó a Jeff Hardy convirtiéndose en el contendiente N.º 1 al Campeonato Mundial Peso Pesado de la NWA                                                                                      | TNA Against All Odds 13 de febrero de 2005, Orlando, Florida                          |
| Raven derrotó a A.J. Styles (c), Monty Brown, Abyss y Sean Waltman ganando el Campeonato Mundial Peso Pesado de la NWA                                                                              | King of the Mountain Slammiversary 19 de junio de 2005, Orlando, Florida              |
| Christian Cage derrotó a Abyss reteniendo el Campeonato Mundial Peso Pesado de la NWA | TNA Sacrifice 14 de mayo de 2006, Orlando, Florida                                    |
| Jeff Jarrett derrotó a Christian Cage (c), Abyss (con James Mitchell), Ron Killings y Sting ganando el Campeonato Mundial Peso Pesado de la NWA                                                     | King of the Mountain Slammiversary 18 de junio de 2006, Orlando, Florida              |
| LAX (Homicide & Hernández) derrotaron a America's Most Wanted (Chris Harris & James Storm) | TNA Turning Point 10 de diciembre de 2006, Orlando, Florida                           |
| Jerry Lynn derrotó a Jay Lethal, Sonjay Dutt, Austin Starr y Senshi convirtiéndose en el contendiente N.º 1 al Campeonato de la División X.                                                         | TNA IMPACT! 22 de febrero de 2007, Orlando, Florida                                   |
| Kurt Angle derrotó a Samoa Joe, A.J. Styles, Christian Cage y Chris Harris ganando el Campeonato Mundial Peso Pesado de la NWA                                                                      | King of the Mountain Slammiversary June 17 2007, Nashville, Tennessee                 |
| Abyss & Sting derrotó a Christian Cage & A.J. Styles for Abyss to face Cage at Hard Justice 2007.                                                                                                   | TNA IMPACT! 2 de agosto de 2007, Orlando, Florida                                     |
| Kaz derrotó a Christian Cage to become #1 Contender for the TNA World Heavyweight Championship. | Genesis 2007 11 de noviembre de 2007, Orlando, Florida                                |
| Johnny Devine y Team 3D (Brother Ray & Brother Devon) derrotaron a Jay Lethal y The Motor City Machine Guns (Chris Sabin and Alex Shelley) to retain possession of the TNA X Division Championship. | TNA IMPACT! December 6, 2007, Orlando, Florida                                        |
| Kaz derrotó a AJ Styles, the stipulation for this match was the loser had to wear a reindeer costume                                                                                                | TNA IMPACT! December 20, 2007, Orlando, Florida                                       |
| James Storm derrotó a Eric Young to win the TNA World Beer Drinking Championship | TNA IMPACT! March 4 2008 Orlando, Florida                                             |
| Gail Kim derrotó a Roxxi to earn a future shot at the TNA Knockouts World Championship | Sacrifice 2008 May 11 2008 Orlando, Florida                                           |
| Kaz defeated Chris Sabin, Johnny Devine, Shark Boy, and Curry Man to earn a future shot at the TNA World Heavyweight Championship                                                                   | King of the Mountain TNA Impact! 5 de junio de 2008 Orlando, Florida                  |
| Samoa Joe derrotó a Christian Cage, Rhino, Robert Roode y Booker T reteniendo el Campeonato Mundial Peso Pesado de la TNA                                                                           | King of the Mountain Slammiversary 8 de junio de 2008, Southaven, Misisipi            |
| A.J. Styles derrotó a Kurt Angle to win Angle's olympic gold medal | Impact! August 28 2008, Orlando, Florida                                              |
| Sonjay Dutt derrotó a Jay Lethal | Ladder of Love match No Surrender September 14 2008, Oshawa, Ontario, Canadá          |

## Ladder matches en All Elite Wrestling
| N.º | Lucha | Estipulación                                     | Evento                    | Fecha                   |
| --- | --- | ------------------------------------------------ | ------------------------- | ----------------------- |
| 1   | Lucha Brothers (Fénix & Pentagón Jr.) derrotaron a The Young Bucks (Matt Jackson & Nick Jackson).                                    | Por el Campeonato Mundial en Parejas de AAA      | All Out                   | 31 de agosto de 2019    |
| 2   | Brian Cage derrotó a Darby Allin, Colt Cabana, Orange Cassidy, Joey Janela, Scorpio Sky, Kip Sabian, Frankie Kazarian y Luchasaurus. | Una oportunidad por el Campeonato Mundial de AEW | Double or Nothing         | 23 de mayo de 2020      |
| 3   | Scorpio Sky derrotó a Cody Rhodes, Ethan Page, Lance Archer, Max Caster y Penta El Zero M.                                           | Una oportunidad por el Campeonato TNT de AEW     | Revolution                | 7 de marzo de 2021      |
| 4   | "Hangman" Adam Page derrotó a PAC, Andrade El Ídolo, Orange Cassidy, Matt Hardy, Lance Archer y Jon Moxley.                          | Una oportunidad por el Campeonato Mundial de AEW | Dynamite #105 Anniversary | 6 de octubre de 2021    |
| 5   | Sammy Guevara derrotó a Cody Rhodes.                                                                                                 | Para unificar el Campeonato de TNT de AEW        | Dynamite #121 Beach Break | 26 de enero de 2022     |
| 6   | Wardlow derrotó a Keith Lee, Powerhouse Hobbs, Ricky Starks, Orange Cassidy y Christian Cage.                                        | Una oportunidad por el Campeonato de TNT de AEW  | Revolution                | 6 de marzo de 2022      |
| 7   | Scorpio Sky derrotó a Sammy Guevara.                                                                                                 | Por el Campeonato de TNT de AEW                  | Dynamite #134             | 27 de abril de 2022     |
| 8   | The Young Bucks (Matt Jackson & Nick Jackson) derrotaron a Jurassic Express (Jungle Boy & Luchasaurus).                              | Por el Campeonato Mundial en Parejas de AEW      | Dynamite #141 Road Rager  | 15 de junio de 2022     |
| 9   | El Joker (MJF) derrotó a Claudio Castagnoli, Wheeler Yuta, Penta El Zero M, Rey Fénix, Rush, Andrade El Ídolo y Dante Martin.        | Una oportunidad por el Campeonato Mundial de AEW | All Out                   | 5 de septiembre de 2022 |
| 10  | The Elite (Kenny Omega & The Young Bucks) derrotaron a Death Triangle (PAC, Penta El Zero M & Rey Fénix)                             | Por el Campeonato Mundial de Tríos de AEW        | Dynamite #171             | 11 de enero de 2023     |
| 11  | Powerhouse Hobbs derrotó a Eddie Kingston, Sammy Guevara, Ortiz, Konosuke Takeshita, AR Fox, Action Andretti y Komander.             | Una oportunidad por el Campeonato TNT de AEW     | Dynamite #178             | 1 de marzo de 2023      |
| 12  | Wardlow derrotó a Christian Cage | Por el Campeonato de TNT de AEW                  | Double or Nothing         | 28 de mayo de 2023      |

## Ladder matches en otras compañías
| Ballpark Brawl Wrestling       | A.J. Styles derrotó a Teddy Hart y a Sabu ganando el Campeonato Natural Peso Pesado de Ballpark Brawl                                                 | Ballpark Brawl III, 24 de agosto de 2004, Búfalo, Nueva York                                                |
| Chikara                        | Jimmy Olsen derrotó a Vin Gerard ganando el Young Lions Cup                                                                                           | Revelation X, 25 de enero de 2009, Filadelfia, Pensilvania                                                  |
| Combat Zone Wrestling          | Ruckus derrotó a Sonjay Dutt y a Chri$ Ca$h | Night of Infamy, 9 de noviembre de 2002, Filadelfia, Pensilvania                                            |
| Combat Zone Wrestling          | Messiah derrotó a Adam Flash y Kaos for the CZW Heavyweight Championship                                                                              | Cage of Death VI, 11 de diciembre de 2004, Filadelfia, Pensilvania                                          |
| Combat Zone Wrestling          | Scotty Vortekz derrotó a Cloudy por el CZW World Junior Heavyweight Championship                                                                      | Dishonorable Conduct, 11 de agosto de 2007, Filadelfia, Pensilvania                                         |
| Combat Zone Wrestling          | Ruckus derrotó a Human Tornado | Choosing Sides, 13 de octubre de 2007, Filadelfia, Pensilvania                                              |
| Combat Zone Wrestling          | Ryan McBride derrotó a Pinkie Sánchez, Dan Paysan, Quick Carter Gray y Egotistico Fantástico por el vacante CZW World Junior Heavyweight Championship | Cage of Death X, 13 de diciembre de 2008, Filadelfia, Pensilvania                                           |
| Extreme Championship Wrestling | Sabu derrotó a The Sandman | House show, 17 de septiembre de 1995, Pittsburgh, Pensilvania en un Stairway to Hell Match                  |
| Extreme Championship Wrestling | The Sandman derrotó a Steve Corino (con Jack Victory) (c) y Justin Credible                                                                           | Guilty as Charged, 7 de enero de 2001, Nueva York, Nueva York en un Tables, Ladders, Chairs and Canes Match |
| Frontier Wrestling Alliance    | Jody Fleisch derrotó a Flash Barker para ganar el FWA British Heavyweight Championship                                                                | FWA British Uprising, 13 de octubre de 2002, Londres, Reino Unido                                           |
| Jersey All Pro Wrestling       | Archadia derrotó a Grim Reefer por el JAPW New Jersey State Championship                                                                              | Tenth Anniversary Show, 27 de octubre de 2007, Rahway, NJ                                                   |
| Ohio Valley Wrestling          | Katie Lea derrotó a Beth Phoenix por el Campeonato Femenino Indiscutido de OVW                                                                        | TV taped show, 20 de diciembre de 2006, Lousiville, Kentucky                                                |
| Pro-Pain Pro Wrestling         | Raven derrotó a The Sandman y Sabu para ganar el 3PW Heavyweight Championship                                                                         | House show, 22 de noviembre de 2003, Filadelfia, Pensilvania en un TLC Match                                |
| Ring of Honor                  | The Briscoe Brothers defeated Kevin Steen & El Genérico por el Campeonato Mundial en Parejas de ROH                                                   | ROH Man Up, 15 de septiembre de 2007, Chicago, Ilinois                                                      |
| Smoky Mountain Wrestling       | Tracy Smothers derrotó a Chris Candido | Blue Grass Brawl 2, 1 de abril de 1994, Pikeville, KY                                                       |
| Stampede Wrestling             | Dan Kroffat derrotó a Tor Kamata | House show, septiembre de 1972, Calgary Primer Ladder Match en la historia.                                 |
| Stampede Wrestling             | Big Daddy Ritter derrotó a Jake Roberts por el Stampede North American Heavyweight Championship                                                       | House show, 1 de julio de 1979, Calgary                                                                     |
| Stampede Wrestling             | Bret Hart derrotó a Bad News Brown | House show, julio de 1983, Calgary                                                                          |
| World Wrestling All-Stars      | Juventud Guerrera derrotó a Psicosis por el WWA International Cruiserweight Championship                                                              | Taped pay-per-view, 26 de octubre de 2001, Sídney, Australia (emitido el 6 de enero de 2002)                |
| Wrestling Society X            | Vampiro & 6-Pac derrotaron Justin Credible, Chris Hamrick, Teddy Hart, New Jack, y otros                                                              | WSX pilot episode, 9 de febrero de 2006, Secret Location en un Death Match Rumble                           |
| Wrestling Society X            | Alkatrazz & Luke Hawx derrotaron a Kaos & Aguilera | TV Taped Episode, 12 de noviembre de 2006, Los Ángeles, California                                          |

## Variaciones
- El King of the Mountain es un tipo de lucha exclusiva de la Total Nonstop Action Wrestling (TNA). Consiste en que cinco oponentes compiten por el Campeonato Mundial Peso Pesado de la TNA. El combate es similar a un Ladder Match, pero es considerado un retraso por naturaleza (el luchador tiene que colgar el título en lugar de recuperarlo). El combate es un elemento básico del PPV Slammiversary.

- Stairway to Hell - Se usa principalmente en la ECW, en esta variación en lugar de un título que es suspendido por encima del ring hay un arma, por lo general una bola de alambre de púas. Una vez que se haya bajado el arma que luego son libres de usarlo, se puede ganar la lucha a través de pinfall o de sumisión igual que en una lucha de uno contra uno.

- Tables, Ladders and Chairs Match - Variación de la lucha de escaleras donde las mesas y las sillas son también permitidas (de hecho su uso se recomienda). A veces se refiere simplemente como TLC matches

- El Money in the Bank es un tipo de lucha exclusiva de la World Wrestling Entertainment (WWE). El combate consiste en que seis contrincantes (pueden ser más o menos) dentro de un Ladder Match con la premisa de que el ganador recibirá un contrato para obtener una lucha por el Campeonato Indiscutible de la WWE o el Campeonato Mundial Peso Pesado en el momento que el desee durante el plazo de un año. El combate fue un elemento básico del PPV WrestleMania desde 2005, pero en el 2010 la WWE creó un PPV con el mismo nombre, y desde 2017 cuenta con su versión femenina.